# Moritala longicornis
Moritala longicornis är en insektsart som först beskrevs av Sjöstedt 1920.  Moritala longicornis ingår i släktet Moritala och familjen Morabidae. Inga underarter finns listade i Catalogue of Life.